# Szeroki Bór
Szeroki Bór (deutsch Breitenheide) ist ein Dorf in der polnischen Woiwodschaft Ermland-Masuren, das zur Gmina Ruciane-Nida (Stadt- und Landgemeinde Rudczanny-, 1938 bis 1945 Niedersee-Nieden) im Powiat Piski (Kreis Johannisburg) gehört.

## Geographische Lage
Szeroki Bór liegt im Norden der Johannisburger Heide (polnisch Puszcza Piska) im südlichen Osten der Woiwodschaft Ermland-Masuren, elf Kilometer südwestlich der Kreisstadt Pisz (deutsch Johannisburg).

## Geschichte
Das kleine Dorf – später mit Forstamt und Försterei –, das um 1785 Szerokibor, nach 1785 Breitenheyde genannt wurde, wurde 1700 als Schatullsiedlung gegründet. Lag der Ort am Westufer des Jaschkower Sees (polnisch Jezioro Jaśkowo Duże), so befand sich das Forstamt an seinem Ostufer.
Dorf (Landgemeinde) und Forst (Gutsbezirk) Breitenheide wurden 1874 in den neu errichteten Amtsbezirk eingegliedert, für den Breitenheide namensgebend war. Er gehörte bis 1945 zum Kreis Johannisburg im Regierungsbezirk Gumbinnen (ab 1905: Regierungsbezirk Allenstein) der preußischen Provinz Ostpreußen. Zum Gutsbezirk Oberförsterei Breitenheide gehörten die Wohnplätze Haltestelle Breitenheide, Forsthaus Breitenheide, Forsthaus Jaschkowen, Forsthaus Pieczisko, Forsthaus Snopken und Oberförsterei Breitenheide (Stand: 1905).
Im Jahre 1910 waren in Breitenheide 231 Einwohner gemeldet, von denen 174 zum Dorf und 57 zum Gutsbezirk Forst gehörten. 
Aufgrund der Bestimmungen des Versailler Vertrags stimmte die Bevölkerung im Abstimmungsgebiet Allenstein, zu dem Breitenheide gehörte, am 11. Juli 1920 über die weitere staatliche Zugehörigkeit zu Ostpreußen (und damit zu Deutschland) oder den Anschluss an Polen ab. In Breitenheide stimmten 100 Einwohner für den Verbleib bei Ostpreußen, auf Polen entfielen keine Stimmen.
1929 wurde der Forstgutsbezirk auf die umliegenden Landgemeinden aufgeteilt und der Rest in den Gutsbezirk Johannisburger Heide, Anteil Johannisburg, Forst, überstellt. Dieser wurde schließlich 1931 aufgelöst und teilweise in die Landgemeinde Breitenheide eingegliedert. In der Gemeinde waren dann im Jahre 1933 noch 165 und 1939 nur noch 153 Einwohner ansässig.
Im Jahre 1945 kam das südliche Ostpreußen in Kriegsfolge zu Polen, somit auch das Dorf Breitenheide. Es erhielt die polnische Namensform „Szeroki Bór“. Heute ist der Ort Sitz eines Schulzenamtes (polnisch Sołectwo) und somit eine Ortschaft im Verbund der Stadt- und Landgemeinde Ruciane-Nida im Powiat Piski, bis 1998 der Woiwodschaft Suwałki, seitdem der Woiwodschaft Ermland-Masuren zugehörig. Die Zahl der Einwohner belief sich im Jahre 2011 auf 40.

## Kirche
Breitenheide war bis 1945 in die evangelische Kirche Johannisburg in der Kirchenprovinz Ostpreußen der Kirche der Altpreußischen Union sowie in die römisch-katholische Kirche in Johannisburg im damaligen Bistum Ermland eingepfarrt.
Heute gehört Szeroki Bór katholischerseits zur Pfarrgemeinde in Wiartel ((Groß) Wiartel) bzw. Ruciane-Nida (Rudczanny-, 1938 bis 1945 Niedersee-Nieden) im Bistum Ełk der Römisch-katholischen Kirche in Polen. Die evangelischen Einwohner halten sich zur Kirchengemeinde in der Kreisstadt Pisz in der Diözese Masuren der Evangelisch-Augsburgischen Kirche in Polen.

## Luftwaffenstützpunkt Breitenheide
In der Zeit des Nationalsozialismus war Breitenheide einer der älteren Militärkomplexe der Luftwaffe, erbaut in waldreicher Umgebung in den Jahren 1935 bis 1937 und galt als Experimentier- und Konstruktionszentrum. Hier wurden Flugabwehrwaffen entwickelt, auch Maßnahmen zum Schutz von Wänden (z. B. Bunkerdecken). Breitenheide war Teil eines Bunkersystems und von neuen Quartieren, untereinander durch Gänge verbunden.
Im Winter 1940/41 wurde der Komplex umgebaut und diente als Hauptquartier für den Luftwaffenführungsstab. Hier entstand das Göring-Quartier mit einer Villa aus Holz für den Reichsmarschall. Für seinen Sonderzug wurden extra Gleise verlegt. Göring hielt sich jedoch hier kaum auf, lud aber dennoch viele ausländische Gäste ein. Auch Adolf Hitler und Benito Mussolini waren hier.
Am Ende des Zweiten Weltkrieges sprengten die Deutschen die Einrichtungen. Die Russen waren an einer Weiternutzung nicht interessiert. Seit 1950 ist der Bunkerteil von Breitenheide militärisches Sperrgebiet.

## Verkehr
Szeroki Bór liegt an einer Nebenstraße, die die Stadt Ruciane-Nida über Wiartel und Wielki Las (Wielgilasz, 1905 bis 1945 Tannenheim) mit der bereits in der Woiwodschaft Podlachien gelegenen Gemeinde Łacha verbindet. Von der Landesstraße 58 führt außerdem eine Verbindungsstraße direkt in den Ort.
Seit 1884 ist Breitenheide resp. Szeroki Bór eine Bahnstation an der Bahnstrecke Olsztyn–Ełk (deutsch Allenstein–Lyck). Das Bahnhofsgebäude liegt etwa zwei Kilometer nordöstlich des Dorfes.